# HD 173398
HD 173398，又名BD+62 1641，SAO 17975、HR 7042，是一颗恒星，视星等为6.09，位于銀經92.6，銀緯25.09，其B1900.0坐标为赤經18h 40m 3.8s，赤緯+62° 25.09′ 0″。